# Liste der Naturdenkmale in Coppenbrügge
Die Liste der Naturdenkmale in Coppenbrügge nennt die Naturdenkmale im Flecken Coppenbrügge im Landkreis Hameln-Pyrmont in Niedersachsen.

## Naturdenkmale
| Bild                          | Bezeichnung                                        | Ort, Lage                                     | Beschreibung | Schutzzweck                                                                         | Nummer    |
| ----------------------------- | -------------------------------------------------- | --------------------------------------------- | --- | ----------------------------------------------------------------------------------- | --------- |
| BW                            | Teufelsküche im Ith                                | Coppenbrügge (52° 6′ 26,1″ N, 9° 32′ 9,6″ O)  | Bergsturz. Die „Teufelsküche“ ist ein durch Steinblöcke gegliederter Felskessel am Fuße des Fahnensteinmassivs am nördlichen Ith-Hang südlich von Coppenbrügge. Der Felskessel ist durch Gesteinsverwitterung des Korallenoolith entstanden und hat eine besondere Bedeutung als germanische Kultstätte sowie für die Rattenfängersage.                                                                 | Eigenart und Schönheit, heimatkundliche und wissenschaftliche Bedeutung             | ND-HM 028 |
| BW                            | Fahnenstein im Ith                                 | Coppenbrügge (52° 6′ 25,4″ N, 9° 32′ 11,5″ O) | Der „Fahnenstein“ befindet sich an der Nordostecke des Oberbergs südlich von Coppenbrügge und hebt sich als markante, ca. 15 m hohe Korallenoolith-Felsklippe deutlich aus dem Firstmassiv des nördlichen Iths heraus. Die Felsklippe ist ein überregional bekannter Aussichtspunkt. | Eigenart und Schönheit, wissenschaftliche Bedeutung                                 | ND-HM 029 |
| BW                            | Wackelstein im Ith                                 | Coppenbrügge (52° 6′ 28,1″ N, 9° 31′ 59,2″ O) | Der „Wackelstein“ befindet sich am Nordhang des Oberberges im Waldbestand des nördlichen Iths. Der „Wackelstein“ ist eine auf einem schrägen Felssockel liegende, bewegliche Dolomitplatte, welche als Besonderheit der Gesteinsverwitterung erhalten geblieben ist. Der Wackelstein hat eine besondere Bedeutung als germanische Kultstätte.                                                           | Seltenheit, Eigenart und Schönheit, wissenschaftliche und heimatkundliche Bedeutung | ND-HM 030 |
| BW                            | Falkenstein im Ith                                 | Coppenbrügge (52° 6′ 23″ N, 9° 31′ 55,5″ O)   | Der „Falkenstein“ ist eine ca. 20 m hohe, kompakt freistehende Felsklippe aus Korallenoolith, welche sich an der Nordwestecke des Oberbergkamms aus dem Firstmassiv des nördlichen Iths heraus hebt. | Eigenart und Schönheit, wissenschaftliche Bedeutung                                 | ND-HM 031 |
| Fotos hochladen               | Adam und Eva im Ith                                | Bessingen (52° 6′ 11,5″ N, 9° 31′ 42,2″ O)    | Die Felsgruppe „Adam und Eva“ besteht aus zwei frei stehenden, säulenförmigen Felsklippen von ca. 15 m Höhe, welche im Zuge der Gesteinsverwitterung des Korallenoolith entstanden sind. Die Felsgruppe befindet sich unterhalb des Ithkammes im Nordteil der sogenannten Bessinger Klippen. Die Felsgruppe „Adam und Eva“ ist überregional als touristische Attraktion bekannt.                        | Eigenart und Schönheit, wissenschaftliche und heimatkundliche Bedeutung             | ND-HM 032 |
| mehr Fotos \| Fotos hochladen | Peter-Linde Burg Coppenbrügge                      | Coppenbrügge (52° 7′ 5,6″ N, 9° 32′ 48″ O)    | Die „Peter-Linde“ (Tilia ssp.) steht auf dem Wall der Burganlage von Coppenbrügge und wurde vor ca. 500–700 Jahren gepflanzt. Zu Ehren eines Besuches des Zaren Peter dem Großen im Jahr 1697 wurde der Baum als Peter-Linde benannt. Die „Peter-Linde“ steht auf einer mit Steinen eingefassten Erdverwallung und hat einen weit ausladenden, durch mächtige Starkäste strukturierten, bizarren Wuchs. | heimatkundliche Bedeutung                                                           | ND-HM 033 |
| BW                            | Mönchstein im Ith                                  | Bisperode (52° 5′ 42,7″ N, 9° 31′ 13,3″ O)    | Der „Mönchstein“ ist eine ca. 20 m hohe massive Felsklippe im nördlichen Ith, welche sich aus den sogenannten Bessinger Klippen heraushebt. Die Felsklippe aus Korallenoolith hat eine vorgelagerte Blockschutthalde und ist ein Ergebnis der natürlichen Kalksteinverwitterung. | Eigenart und Schönheit, wissenschaftliche Bedeutung                                 | ND-HM 150 |
| Fotos hochladen               | Schwefelbrunnen in Bessingen                       | Bessingen (52° 6′ 16,5″ N, 9° 30′ 17″ O)      | Der „Schwefelbrunnen“ ist ein gefasster Quellbereich in der Ortslage von Bessingen mit Austritt von stark schwefelhaltigem Wasser. Teilweise wird das Wasser durch die Dorfbewohner zu Heilzwecken benutzt. | Seltenheit, wissenschaftliche Bedeutung                                             | ND-HM 151 |
| BW                            | Eiche an der Harderoder Mühle                      | Harderode (52° 2′ 20,3″ N, 9° 32′ 36,2″ O)    | Die Stieleiche (Quercus robur) steht im Ufergehölz des Fließgewässers „Ilse“ am südlichen Ortsrand von Harderode. Der großkronige Baum weist einen typischen Wuchs auf und hat eine besondere Bedeutung für das Landschaftsbild. | Schönheit                                                                           | ND-HM 152 |
| BW                            | Baumgruppe am Harderoder Pfingstanger              | Harderode (52° 2′ 57,8″ N, 9° 32′ 10,9″ O)    | Die das Landschaftsbild prägende Baumgruppe befindet sich auf dem als Festplatz genutzten Pfingstanger am nördlichen Ortsrand von Harderode und besteht aus 6 großkronigen Eichen (Quercus robur) und 5 Linden (Tilia spp.). Kulturhistorische Bedeutung als Thingplatz (Gerichts-/Versammlungsstätte).                                                                                                 | Schönheit, heimatkundliche Bedeutung                                                | ND-HM 153 |
| BW                            | Hainbuchen an der Mittelmühle                      | Coppenbrügge (52° 7′ 37,2″ N, 9° 32′ 34,1″ O) | Die beiden alten Hainbuchen (Carpinus betulus) stehen auf einer brach liegenden, mit Gebüsch bewachsenen Hangkante nördlich der Mittelmühle in der Gemarkung von Coppenbrügge. Die kompakt geschlossenen Baumkronen heben sich deutlich aus den Gehölzkonturen der Umgebung heraus. Bedeutung für das Landschaftsbild.                                                                                  | Schönheit                                                                           | ND-HM 182 |
| BW                            | Hudebäume bei Harderode                            | Harderode (52° 3′ 19,3″ N, 9° 32′ 50,3″ O)    | Die Baumgruppe befindet sich nordöstlich von Harderode auf einer Hangwiese am Ith. Die Baumgruppe besteht aus zwei Linden (Tilia cordata) und einer Stieleiche (Quercus robur) und bietet mit dem geschlossenen, weit ausladenden Kronenschirm dem Weidevieh Schutz. Bedeutung für das Landschaftsbild.                                                                                                 | Schönheit, heimatkundliche Bedeutung                                                | ND-HM 183 |
| Fotos hochladen               | Rot-Eiche im alten Forsthausgarten Coppenbrügge    | Coppenbrügge (52° 7′ 5,5″ N, 9° 32′ 48,4″ O)  | Die Rot-Eiche (Quercus rubra) steht im weitläufigen Garten des ehemaligen Forsthauses, jetzt Kindergarten von Coppenbrügge südwestlich der Burg nahe dem Burggraben. Der Baum hat einen typischen, kompakt mächtigen Wuchs und durch seine Dominanz eine Bedeutung für das Ortsbild. | Seltenheit und Schönheit                                                            | ND-HM 184 |
| BW                            | Hude-Eiche in der Gemarkung Harderode              | Harderode (52° 3′ 16,9″ N, 9° 32′ 40,1″ O)    | Die Hude-Eiche (Quercus robur) steht auf einer aufgelassenen Streuobstwiese am Ith nördlich von Harderode. Der Baum ist Bestandteil der strukturreich gegliederten kulturhistorischen Weidelandschaft des flachgründigen, trockenen Ith-Hanges. Bedeutung für das Landschaftsbild. | Schönheit, heimatkundliche Bedeutung                                                | ND-HM 185 |
| BW                            | Kastanie in Hohnsen                                | Hohnsen (52° 8′ 42,3″ N, 9° 28′ 47,4″ O)      | Die Kastanie (Aesculus hippocastanum) steht am nördlichen Ortsrand von Hohnsen gegenüber dem Feuerwehrhaus auf einer durch eine Bruchsteinmauer befestigten Hangkante an dem Gemeindeverbindungsweg nach Brullsen. Der Baum zeichnet sich durch einen besonders schönen Wuchs aus. Bedeutung für das Ortsbild.                                                                                          | Schönheit                                                                           | ND-HM 186 |
| BW                            | Linde in Harderode                                 | Harderode (52° 2′ 49,2″ N, 9° 32′ 14″ O)      | Die Linde (Tilia platyphyllos) steht dominant auf einer Viehweide ca. 250 m nördlich von Harderode und ist weit sichtbarer Bestandteil des Landschaftsbildes. | Schönheit                                                                           | ND-HM 187 |
| BW                            | Hude-Hainbuche südlich der Kläranlage Coppenbrügge | Coppenbrügge (52° 7′ 40,1″ N, 9° 32′ 27,2″ O) | Die Hainbuche (Carpinus betulus) ist ein freistehender und schön gewachsener Baum, welcher südlich der Kläranlage Coppenbrügge im Grünstreifen eines Wirtschaftsweges steht. Besondere Bedeutung für das Landschaftsbild. | Seltenheit und Schönheit                                                            | ND-HM 188 |
| BW                            | Zwillingsbuche am Oberberg                         | Marienau (52° 6′ 6,1″ N, 9° 32′ 38,4″ O)      | Die Zwillingsbuche (Fagus sylvatica) befindet sich am Südhang des Oberberges oberhalb des sogenannten Jürgensweg im Ith. Der Baum wächst bizarr auf einem Kalkfelsblock und teilt sich in ca. 2 m Höhe in zwei Stämme, welche als Besonderheit in ca. 4 m Höhe nochmals genetisch fest verwachsen sind.                                                                                                 | Seltenheit, naturkundliche Bedeutung                                                | ND-HM 218 |